# دلتبره
دلتبره (به اسپانیایی: Deltebre) یک شهرستان در اسپانیا است که در استان تاراگونا واقع شده‌است.

## خصوصیات
دلتبره ۱۰۷٫۴۸ کیلومترمربع مساحت و ۱۱٬۷۵۱ نفر جمعیت دارد و ۶ متر بالاتر از سطح دریا واقع شده‌است.